# Aganosma cymosa
Aganosma cymosa là một loài thực vật có hoa trong họ La bố ma. Loài này được (Roxb.) G.Don mô tả khoa học đầu tiên năm 1837.